# Macropiper oxycarpum
Macropiper oxycarpum är en pepparväxtart som först beskrevs av C. Dc., och fick sitt nu gällande namn av A.C. Smith. Macropiper oxycarpum ingår i släktet Macropiper och familjen pepparväxter. Inga underarter finns listade i Catalogue of Life.